# Fagraea belukar
Fagraea belukar är en gentianaväxtart som beskrevs av Khoon Meng Wong och J.B. Sugau. Fagraea belukar ingår i släktet Fagraea och familjen gentianaväxter. Inga underarter finns listade i Catalogue of Life.